# Classe Town (incrociatore 1936)
Gli incrociatori classe Town o Southampton sono stati incrociatori della Royal Navy britannica che, ancorché classificabili come leggeri quanto a calibro, con cannoni da 152mm, capaci di sparare un proiettile del peso di 50 kg ad una distanza di 23 km, erano come dislocamento e corazzatura adatti all'impiego con le squadre da battaglia contro altre navi similari, piuttosto che per la protezione del traffico o il contrasto aereo. Costruiti negli anni 30 in base alle limitazioni imposte dal Trattato navale di Londra, costituiscono anche la risposta ai più armati ma meno protetti incrociatori giapponesi della classe Mogami e alla Classe Brooklyn sviluppata dagli americani. 
Dalla classe Town sono derivati gli incrociatori leggeri della Classe Crown Colony.

## Progetto
Come per le unità similari prodotte dagli Stati Uniti e dal Giappone nello stesso periodo, i Town erano "incrociatori leggeri" solo di nome. In base alla definizione di incrociatore leggero data dal Trattato di Londra, le navi in questione non potevano avere cannoni di calibro superiore ai 155 mm. Tutte le maggiori potenze navali cercarono di aggirare queste limitazioni aumentando stazza, corazzatura e velocità delle navi e imbarcando un numero maggiore di pezzi di calibro limitato.
Le navi della classe vennero armate con pezzi da 152 mm Mk XXIII in torrette trinate, con il cannone centrale montato circa 76 cm più indietro dei due laterali per evitare interferenze nel tiro e per evitare intralci nel lavoro dei serventi. Le torrette erano pensate per consentire ai pezzi la massima elevazione possibile per renderli utilizzabili anche in modalità antiaerea, anche se la cadenza di fuoco ridotta non permise mai di ottenere buoni risultati in questa modalità.

## Modifiche
Tutte le navi della classe subirono importanti modifiche durante il secondo conflitto mondiale e negli anni successivi. La Glasgow, la Sheffield e la Newcastle perdettero una delle torrette principali di prua per fare spazio a due cannoni Bofors da 40 mm antiaerei quadrupli, visto che lo spazio per implementare l'armamento antiaereo senza toccare quello principale non sarebbe stato sufficiente. Questo problema non si pose per le tipo Belfast, più lunghe delle altre navi della classe. In seguito vennero aggiunti ulteriori cannoni da 40 mm antiaerei su tutte le navi. L'aggiunta dell'equipaggiamento radar durante la guerra aumentò notevolmente l'efficacia di questi incrociatori. 

## Unità
Vennero realizzate 10 unità suddivise in 3 sottoclassi:
- Tipo Southampton, 5 unità
- Tipo Gloucester, 3 unità
- Tipo Belfast, 2 unità

| Pennant            | Nome               | Costruttori                                            | Impostazione       | Varo               | Entrata in servizio | Destino                                                |
| Classe Southampton | Classe Southampton | Classe Southampton                                     | Classe Southampton | Classe Southampton | Classe Southampton  | Classe Southampton                                     |
| ------------------ | ------------------ | ------------------------------------------------------ | ------------------ | ------------------ | ------------------- | ------------------------------------------------------ |
| C76                | Newcastle          | Vickers-Armstrongs                                     | 4 ottobre 1934     | 23 gennaio 1936    | 5 marzo 1937        | Venduta per essere demolita nell'agosto 1959           |
| C83                | Southampton        | John Brown & Company, Clydebank                        | 21 novembre 1934   | 10 marzo 1936      | 6 marzo 1937        | Affondata al largo di Malta l'11 gennaio 1941          |
| C24                | Sheffield          | Vickers-Armstrongs                                     | 31 gennaio 1935    | 23 luglio 1936     | 25 agosto 1937      | Demolita a Faslane nel 1967                            |
| C21                | Glasgow            | Scotts Shipbuilding and Engineering Company, Greenock  | 16 aprile 1935     | 20 giugno 1936     | 9 settembre 1937    | Venduta per essere demolita nel luglio 1958            |
| C19                | Birmingham         | Devonport Dockyard, Plymouth                           | 18 luglio 1935     | 1º settembre 1936  | 18 novembre 1937    | Demolita nel 1960                                      |
| Classe Gloucester  |                    |                                                        |                    |                    |                     |                                                        |
| C11                | Liverpool          | Fairfield Shipbuilding and Engineering Company, Govan  | 17 febbraio 1936   | 24 marzo 1937      | 2 novembre 1938     | Venduta per essere demolita nel luglio 1958            |
| C15                | Manchester         | Hawthorn Leslie, Hebburn                               | 28 marzo 1936      | 12 aprile 1937     | 4 agosto 1938       | Autoaffondata il 13 agosto 1942 al largo della Tunisia |
| C62                | Gloucester         | Devonport Dockyard, Plymouth                           | 22 settembre 1936  | 19 ottobre 1937    | 31 gennaio 1939     | Affondata il 22 maggio 1941                            |
| Classe Edinburgh   |                    |                                                        |                    |                    |                     |                                                        |
| C35                | Belfast            | Harland and Wolff shipyard, Belfast                    | 10 dicembre 1936   | 17 marzo 1938      | 5 agosto 1939       | Nave museo dal 21 ottobre 1971                         |
| C16                | Edinburgh          | Swan Hunter and Wigham Richardson, Newcastle-upon-Tyne | 30 dicembre 1936   | 31 marzo 1938      | 6 luglio 1939       | Affondata il 2 maggio 1942                             |

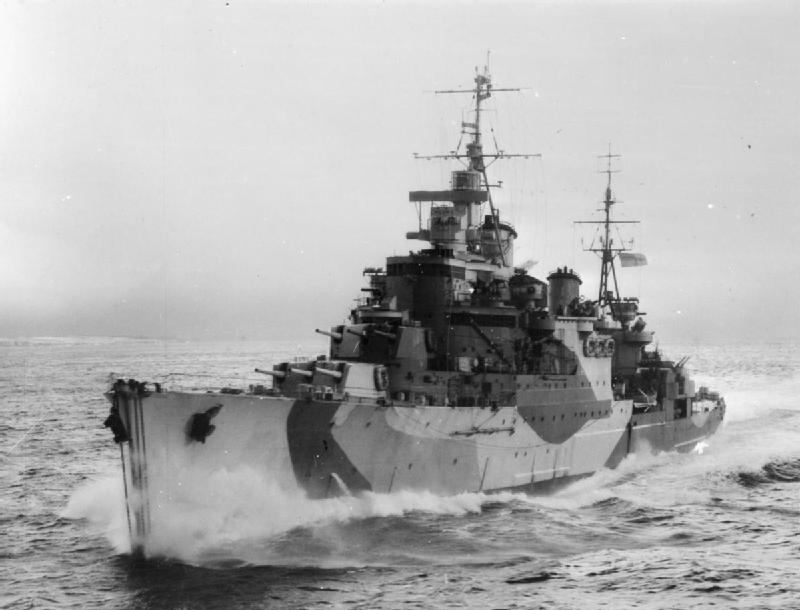
HMS Birmingham
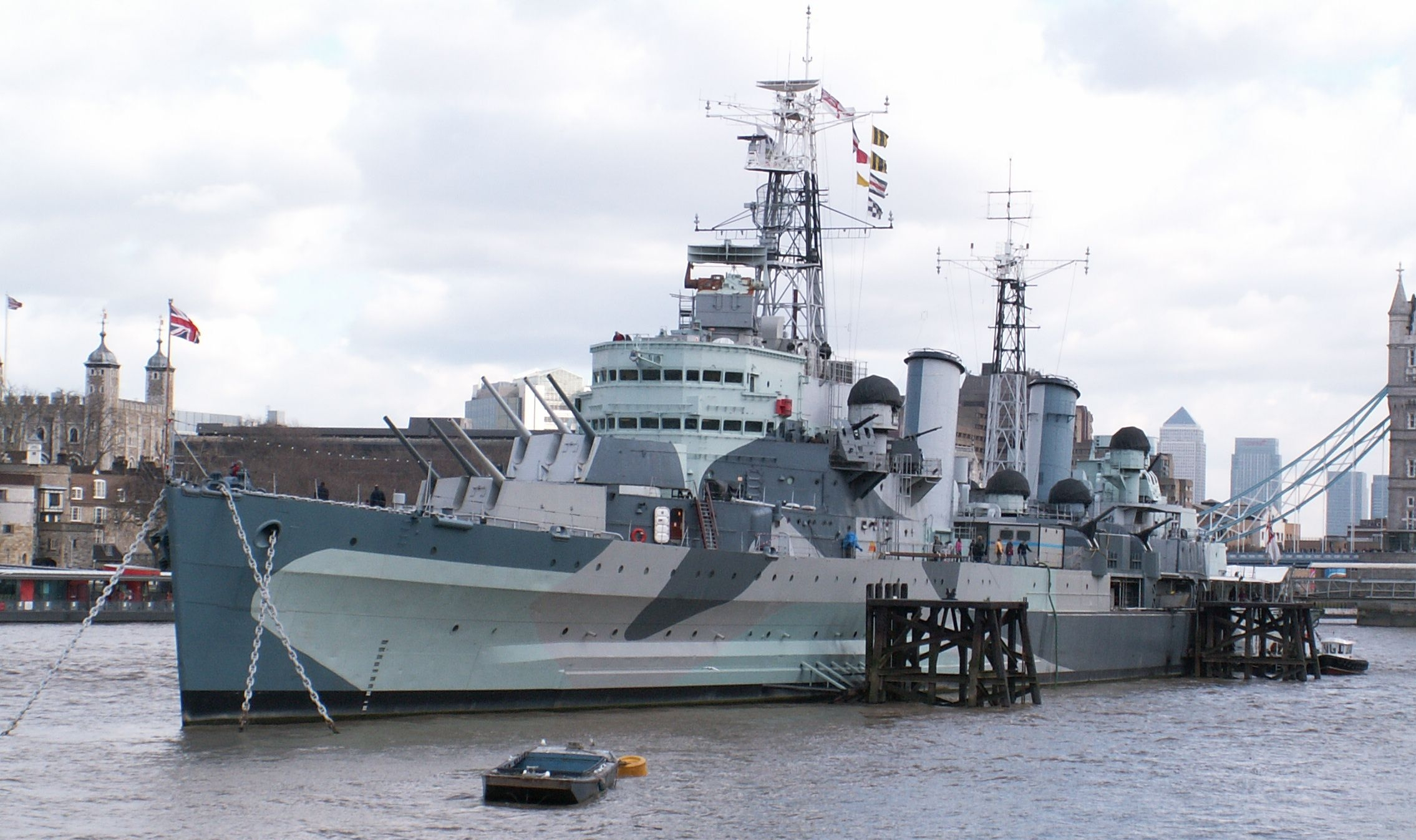
L'incrociatore HMS Belfast alla fonda sul Tamigi come nave museo

## Servizio
La prima nave della classe venne varata nel 1936 ed entrò in servizio l'anno successivo, appena due anni prima dello scoppio della seconda guerra mondiale. Le navi di questa classe furono impiegate massicciamente nel conflitto e parteciparono ad azioni importanti come l'affondamento della Scharnhorst. Quattro incrociatori vennero affondati durante la seconda guerra mondiale: Edinburgh, Gloucester, Manchester e Southampton, due colpiti da siluri e due a causa di attacchi aerei. Le navi rimaste in attività servirono anche nella Guerra di Corea. L'ultimo incrociatore Classe Town ad andare in disarmo fu la Sheffield che venne ritirata dal servizio nel 1967. Una nave di questa classe è stata conservata, la Belfast, che si trova ormeggiata sul Tamigi a poca distanza dal Tower Bridge e fa parte dell'Imperial War Museum dal 1971.

## Confronto degli incrociatori Classe Town con gli incrociatori pesanti contemporanei
Caratteristiche:
- Dislocamento, a pieno carico
- Dimensioni: Lunghezza, larghezza, pescaggio (massimo)
- Armamento: numero di cannoni x calibro dell'armamento principale (mm)
- Protezione: Cintura/Ponte/Torri
- velocità massima (nodi)

| Classe           | Hipper             | Town          | Zara               | Algérie            | Northampton   | Mogami         |
| ---------------- | ------------------ | ------------- | ------------------ | ------------------ | ------------- | -------------- |
| Nazione          | Germania           | Gran Bretagna | Italia             | Francia            | USA           | Giappone       |
| Dislocamento (t) | 18400              | 13175         | 14600              | 13900              | 12350         | 12400          |
| Dimensioni (m)   | 210,4x21,9x7,9     | 187x19,3x5,3  | 182,7x20,6x5,9     | 180x20x6,1         | 183x20,1x4,95 | 230,9x20,2x5,8 |
| Armamento        | 8x203              | 12x152        | 8x203              | 8x203              | 9x203         | 10x203         |
| Protezione (mm)  | 70-80/12-50/70-105 | 114/51/25-63  | 100-150/70/120-140 | 100-150/70/119-140 | 76/51/38-64   | 100/35/25      |
| Velocità (nodi)  | 33                 | 32            | 32                 | 32                 | 32            | 34             |